# 近藤尚己
近藤 尚己（こんどう なおき、1974年10月3日 - ）は、日本の公衆衛生学者・医師。博士（医学）（2005年、山梨医科大学）。専門は社会疫学。京都大学大学院医学研究科教授。

## 人物・経歴
- 東京都町田市出身[1]。

- 東京都立八王子東高等学校 卒業
- 2000年3月 - 山梨医科大学（現山梨大学）医学部医学科 卒業
- 2002年4月 - 山梨大学大学院医学工学総合研究部社会医学講座 助教
- 2010年4月 - 山梨大学大学院医学工学総合研究部社会医学講座 講師
- 2012年4月 - 東京大学大学院医学系研究科公共健康医学専攻 准教授
- 2013年4月 - 東京大学大学院医学系研究科 健康教育・社会学分野 准教授
- 2020年9月 - 京都大学大学院医学研究科社会健康医学系専攻国際保健学講座社会疫学分野 主任教授[2][3]
- 2022年日本疫学会副編集長[4]。

### 兼任
- 2006年4月 - ハーバード大学公衆衛生大学院健康社会研究センター 研究フェロー（ - 2008年3月）
- 2008年4月 - ハーバード大学公衆衛生大学院健康社会研究センター 客員研究員（ - 2009年3月）
- 2014年4月 - 九州大学医学部 非常勤講師（ - 2015年3月）
- 2017年4月 - 岡山大学医学部 非常勤講師（ - 2020年3月）
- 2021年4月 - 東京大学未来ビジョン研究センター 特任教授（ - 2024年6月）

## 受賞
- 2009年 - 日本公衆衛生学会学術総会最優秀演題賞
- 2011年 - 日本疫学会奨励賞
- 2012年 - 日本医師会研究奨励賞受賞
- 2016年 - 東京大学医学部ベスト・ティーチャーズ・アワード受賞

## 著作
- 『保健医療従事者のためのマルチレベル分析活用ナビ』（藤野善久, 竹内文乃と共著）診断と治療社 2013年
- 『社会と健康 : 健康格差解消に向けた統合科学的アプローチ』（川上憲人, 橋本英樹と共同編）東京大学出版会 2015年
- 『健康格差対策の進め方 : 効果をもたらす5つの視点』医学書院 2016年
- 『ケアと健康 : 社会・地域・病い』（編著）ミネルヴァ書房 2016年
- 『ソーシャル・キャピタルと健康・福祉 : 実証研究の手法から政策・実践への応用まで』（編著）ミネルヴァ書房 2020年
- 『認知症plus地域共生社会 : つながり支え合うまちづくりのために私たちができること』（五十嵐歩と共編）日本看護協会出版会 2022年

### 翻訳
- イチロー・カワチ, 高尾総司, S.V.スブラマニアン編『ソーシャル・キャピタルと健康政策 : 地域で活用するために』（監訳）日本評論社 2013年
- リサ・F・バークマン, イチロー・カワチ, M・マリア・グリモール編『社会疫学 上』（監訳）大修館書店 2017年
- リサ・F・バークマン, イチロー・カワチ, M・マリア・グリモール編『社会疫学 下』（監訳）大修館書店 2017年